# Athyrium sarasinorum
Athyrium sarasinorum är en majbräkenväxtart som beskrevs av Christ. Athyrium sarasinorum ingår i släktet Athyrium och familjen Athyriaceae. Inga underarter finns listade.